# 7.5厘米IG 42步兵炮
7.5厘米IG 42步兵炮 （德語：7.5 cm InfanterieGeschütz 42）是一門在二戰中的德國步兵炮。這門炮的需求來自於1940年的戰鬥經驗，而當時的Le.IG 18步兵炮已經過時了。
但同一時間克虜伯完成了Le.IG 18的成型裝藥設計，因此這門炮暫時沒有進入生產。
到了1944年，這門炮的需求再次提升，而原始設計中的炮管是為了配合PAW 600的炮架而設計的。這款火炮獲得了1450門的訂單。
首批裝有炮口制退器的IG 42於1944年十月運抵前線。但並不清楚直到戰爭結束的時候具體有多少門火炮進入服役。

## 註記
1. 1 2 3  Chamberlain, Peter. . Gander, Terry. New York: Arco. 1975: 4  [2019-12-08]. ISBN 0668038195. OCLC 2067391. （原始内容存档于2019-10-18）.
2. ↑  . www.quarryhs.co.uk.   [2017-10-02]. （原始内容存档于2017-10-11）.